# Şayyādlar-e Khānbolāghī
Şayyādlar-e Khānbolāghī (persiska: صیادلر خانبلاغی, Şayyādlar) är en ort i Iran.   Den ligger i provinsen Gilan, i den nordvästra delen av landet, 400 km nordväst om huvudstaden Teheran. Şayyādlar-e Khānbolāghī ligger 126 meter över havet och antalet invånare är 318.
Terrängen runt Şayyādlar-e Khānbolāghī är varierad.  Närmaste större samhälle är Āstārā, 10,8 km öster om Şayyādlar-e Khānbolāghī. I omgivningarna runt Şayyādlar-e Khānbolāghī växer i huvudsak blandskog.